# Richard Connaughton
Richard Michael Connaughton (* 20. Januar 1942) ist ein britischer Offizier und ein auf Militärgeschichte spezialisierter Sachbuchautor.

## Leben
Connaughton absolvierte seine Ausbildung an der Duke of York's Royal Military School in Dover und der Royal Military Academy Sandhurst. Er war über 30 Jahre im Dienst der British Army, wo er sich im Bereich der Militärlogistik spezialisierte. Er verbrachte sieben Jahre in Ostasien bei der Brigade of Gurkhas und war danach in Deutschland und in Nordirland stationiert. Connaughton war Ausbilder am Army Staff College Camberley und am Australian Command and Staff College. Nach zwei Jahren als Leiter der Defence Studies der British Army schied er im Rang eines Obersts freiwillig aus dem aktiven Dienst aus.
Seit Mitte der 1980er Jahre publiziert er als Sachbuchautor zu militärgeschichtlichen Themen. Connaughton hat unter anderem Werke zum Russisch-Japanischen Krieg, Admiral Alexander Koltschaks Wirken im Russischen Bürgerkrieg oder General Douglas MacArthurs Einsatz in der Schlacht um die Philippinen verfasst.
Connaughton ist gewählter Fellow des Institute of Management (1983) und Fellow des Chartered Institute of Transport (1989). Von 1989 bis 1990 nahm er am Defence-Fellowship-Programm der University of Cambridge teil. 1992 wurde er Research Fellow des Centre for Defence and International Security Studies (CDISS) der Lancaster University. Er hält einen Master of Philosophy (M.Phil Cantab) in International Relations der University of Cambridge und einen Ph.D. in Politik der Lancaster University.
Er ist seit 1971 mit Annis Rosemary Georgina Best verheiratet. Aus der Ehe gingen ein Sohn (* 1972) und eine Tochter (* 1974) hervor.

## Schriften (Auswahl)
- The War of the Rising Sun and Tumbling Bear: A Military History of the Russo-Japanese War, 1904–05. London, New York, Routledge, 1988, ISBN 978-0415071437.
- The Republic of the Ushakovka: Admiral Kolchak and the Allied Intervention in Siberia, 1918–20. London, New York, Routledge, 1990, ISBN 978-0415051989.
- Military Intervention in the 1990s: A New Logic of War. London, New York, Routledge, 1992.
- Swords and Ploughshares: Coalition Operations, the Nature of Future Conflict and the United Nations: A Paper. Camberley, Strategic and Combat Studies Institute, 1993.
- Shrouded Secrets: Japan's War on Mainland Australia, 1942–1944. London, Washington D.C., Brassey's, 1994, ISBN 978-1857531602.
- The Battle for Manila. Novato, CA, Presidio, 1995, ISBN 978-0891415787.
- The Nature of Future Conflict. London, Leo Cooper, 1995, ISBN 978-0850524604.
- Celebration of Victory, V-E Day 1945. London, Washington D.C., Brassey's, 1995, ISBN 978-1857531817.
- Descent Into Chaos: The Doomed Expedition to Low's Gully. London, Washington D.C., Brassey's, 1996, ISBN 978-1857531473.
- Military Support and Protection for Humanitarian Assistance: Rwanda, April – December 1994. Camberley, Strategic and Combat Studies Institute, 1996.
- MacArthur and Defeat in the Philippines. Woodstock, New York, Overlook Press, 2001, ISBN 978-1585671182.
- Military Intervention and Peacekeeping: The Reality. Aldershot, Hampshire, England; Burlington, Vermont, Ashgate, 2001, ISBN 978-0754618027.
- Omai: The Prince Who Never Was. London, Timewell Press, 2005, ISBN 978-1857252057.
- A Brief History of Modern Warfare. London, Robinson, Philadelphia, Running Press, 2008, ISBN 978-0762433919.